# Hunucmá
Hunucmá – miasto w Meksyku, w stanie Jukatan.